# نادي مزارع دينا
نادي مزارع دينا نادي مصري لكرة القدم، كان اسمه في السابق نادي اتحاد عثمان لعب لعدة سنوات في الممتاز قبل الهبوط.

## أشهر اللاعبين والمدربين في تاريخ النادي
من أشهر اللاعبين الذين لعبوا للنادي محمد عبد المنصف الحارس الدولي، وأحمد أبو مسلم لاعب منتخب الشباب الحائز على الميدالية البرونزية عام 2001 ورامي شعبان حارس مرمي منتخب السويد لكرة القدم في كأس العالم 2006، وكان ذلك في موسم 1995/ 1996 ومن أشهر من قاموا بتدريب الفريق حسن شحاتة المدير الفني السابق لمنتخب مصر، وذلك موسم 2000-2001.

## الانجازات
كأس الدوري المصري 2000 الوصيف